# Yu-Gi-Oh! 5D's: Wheelie Breakers
Yu-Gi-Oh 5D's: Wheelie Breakers (遊戯王ファイブディーズ ウィーリーブレイカーズ, Yū-gi-ō Faibu Dīzu Uiri Bureikazu) é um jogo de corrida lançado pela Konami para o Wii, baseado na série de anime, Yu-Gi-Oh! 5D's. Foi lançado no Japão em 26 de março de 2009 e na América do Norte em 19 de maio de 2009. O jogo exibe corrida de personagens em "Duel Runners", usando Cartas de monstros, armadilhas e mágicas para ganhar uma vantagem sobre seus adversários. Yu-Gi-Oh 5D's: Wheelie Breakers vem acompanhado de três cartas de troca promocionais.